# ماریاهیده
ماریاهیده (به هلندی: Mariaheide) یک منطقهٔ مسکونی در هلند است که در وغل واقع شده‌است. ماریاهیده ۹۹۴ نفر جمعیت دارد.